# Chimie des adhésifs sensibles à la pression
La chimie des adhésifs sensibles à la pression décrit la science chimique associée aux adhésifs sensibles à la pression (ASP). Les rubans et étiquettes ASP sont devenus un élément important de la vie quotidienne. Ils reposent sur un matériau adhésif fixé à un support tel que du papier ou un film plastique.
En raison du caractère collant inhérent au matériau adhésif et de la faible énergie de surface, ces rubans peuvent être placés sur une variété de substrats lorsqu'une légère pression est appliquée, notamment le papier, le bois, le métal et la céramique.
La conception des rubans nécessite un équilibre entre la nécessité d'une longue durée de vie et l'adaptation à une variété d'effets environnementaux et humains, notamment la température, l'exposition au rayonnement ultraviolet, l'usure mécanique, la contamination de la surface du substrat et la dégradation de l'adhésif.

## Composition
Un ruban ASP typique se compose d'un adhésif sensible à la pression (la partie collante du ruban) appliqué sur un matériau de support. Pour empêcher l'adhésif de coller au support lorsqu'il est conditionné en rouleau, un agent de libération (en) est appliqué au support ou une doublure anti-adhésive (en)  est placée sur l'adhésif. Parfois, un apprêt est appliqué entre l'adhésif et le support pour renforcer l'adhérence.

## Adhésifs courants
| Substance                 | Tv (K) | {\displaystyle \gamma } (mJ/m2) |
| ------------------------- | ------ | ------------------------------- |
| Acrylate de 2-éthylhexyle | 223    | 29,7                            |
| Acrylate de n-butyle      | 219    | 32,8                            |
| Acrylate de méthyle       | 286    | 39,8                            |
| Méthacrylate de t-butyle  | 503    | 30,5                            |

### Structure
Les adhésifs sensibles à la pression sont des polymères viscoélastiques dont la rhéologie est adaptée aux caractéristiques de collage et de décollage souhaitées. Les matériaux typiques utilisés pour fabriquer l'adhésif comprennent :
- polymère d'acrylate[5] ;
- caoutchouc (caoutchouc naturel ou élastomère thermoplastique synthétique) ;
- caoutchouc de silicone ;
- etc.

Ces matériaux sont souvent mélangés à une résine tackifiante pour produire une adhérence permanente (« puissance de saisie ») à température ambiante,,, sont légèrement déformables, ont une faible énergie de surface, et sont résistants à l'humidité. Pour répondre à ces exigences, ces matériaux ont généralement une faible densité de réticulation, une faible viscosité (η <10 000 cP), et une large distribution de poids moléculaire  pour permettre la déformation du matériau adhésif sur la surface rugueuse du substrat sous diverses températures et conditions de pelage.
L'adhésif est souvent constitué de deux composants : un matériau à forte adhérence et un matériau à faible adhérence. Le matériau hautement collant est un polymère à faible température de transition vitreuse et à poids moléculaire d'enchevêtrement élevé, tandis que le polymère faiblement collant a une température de transition vitreuse élevée et un poids moléculaire d'enchevêtrement faible. Le matériau hautement collant constitue environ 95 % de l'adhésif et fournit la majorité du caractère collant de l'adhésif. En plus de ces deux composants, des agents tensioactifs sont souvent ajoutés pour réduire l'énergie de surface de l'adhésif et faciliter l'adhésion à des substrats à énergie de surface élevée (métaux, autres matériaux polymères). Une liste des monomères d'acrylate typiques et de leurs températures de transition vitreuse (Tv) et énergies de surface ({\displaystyle \gamma }) est présentée dans le tableau. On peut estimer la Tv d'un mélange adhésif binaire de monomères acryliques à l'aide de l'équation de Gordon-Taylor, où {\displaystyle {\phi _{1}}} et {\displaystyle {\phi _{2}}} sont les fractions volumiques des homopolymères ayant des températures de transition vitreuse {\displaystyle {T_{{\text{v}},1}}} et {\displaystyle {T_{{\text{v}},2}}}, respectivement.
{\displaystyle {T_{\text{v}}}={\phi _{1}T_{{\text{v}},1}}+{\phi _{2}T_{{\text{v}},2}}} [Équation de Gordon-Taylor]

### Production
Les polyacrylates utilisés dans les rubans adhésifs sont facilement produits par polymérisation radicalaire. Cette polymérisation peut être initiée thermiquement ou par photocatalyse à l'aide d'un amorceur, soit un composé comportant au moins un groupe azo, soit un peroxyde. Elles sont généralement effectuées dans un solvant pour produire un revêtement homogène et résistant à l'eau.
Les adhésif ne sont pas synthétisés par polymérisation en émulsion car cette méthode produirait des adhésifs perméables à l'eau, ce qui n'est pas souhaité.

## Composants communs

### Support
L'adhésif est appliqué sur un matériau flexible (le support) tel que du papier, une feuille, un tissu ou un film plastique (du polypropylène orienté biaxialement ou du polychlorure de vinyle,) afin d'assurer la résistance et de protéger l'adhésif contre la dégradation des facteurs environnementaux tels que l'humidité, la température et les rayons ultraviolets. La résistance à la traction, l'allongement, la rigidité et la résistance au déchirement du support peuvent être adaptés à l'utilisation prévue du ruban. L'adhésif peut être lié au support par des traitements de surface, des apprêts, un chauffage ou un durcissement aux UV.

### Revêtement antiadhésif
Pour permettre l'enroulement et le déroulement du ruban adhésif, le support est enduit d'un agent antiadhésif qui empêche légèrement le ruban de coller sur lui-même ou le collage de deux couches adhésives (ruban double face). Pour ce faire, on utilise un matériau qui permet de supprimer facilement les interactions favorables à l'interface adhésif-support ou adhésif-adhésif, ou en rendant les deux surfaces non miscibles l'une dans l'autre. Deux matériaux couramment utilisés dans les rubans adhésifs à base de polyacrylate sont les fluorosilicones, et les carbamates de vinyle : les fluorosilicones ne sont pas miscibles avec l'adhésif à base de polyacrylates ; les longues queues des carbamates de vinyle forment une structure hautement cristalline que l'adhésif ne peut pas pénétrer. Par ailleurs, pendant le pelage, c'est-à-dire lorsqu'on décolle l'adhésif, les revêtements anti-adhésifs en fluorosilicone sont silencieux tandis que les carbamates de vinyle produisent des bruits forts.

### Interface adhésif-support
La surface des films plastiques peut être modifiée par traitement corona (en) ou par plasma (en) pour permettre une meilleure adhérence de l'adhésif. Une couche d'apprêt peut également être utilisée à cette fin. Certains supports doivent être scellés ou traités d'une autre manière avant l'application de l'adhésif, ce qui est particulièrement important lorsque l'introduction de nouveaux matériaux dans l'adhésif peut compromettre les performances de ce dernier.

## Application
Les rubans adhésifs sensibles à la pression nécessitent généralement une légère pression pour assurer la liaison avec un substrat. Cette exigence de basse pression permet une application facile sur des surfaces en utilisant simplement les doigts ou les mains pour appliquer une pression. La pression appliquée au ruban permet au ruban d'avoir un meilleur contact avec la surface et permet aux forces physiques entre les deux de s'accumuler. Habituellement, une pression d'application accrue augmente la liaison de l'adhésif au substrat. Les tests de laboratoire sur bande PSA sont souvent effectués avec un rouleau de 2 kg pour augmenter l'uniformité du test. Les ASP sont capables de maintenir leur pouvoir collant à température ambiante et ne nécessitent pas l'utilisation d'additifs tels que l'eau, les solvants ou l'activation thermique pour exercer de fortes forces adhésives sur les surfaces. En raison de cela, les ASP peuvent être appliqués sur une variété de surfaces telles que le papier, les plastiques, le bois, le ciment et le métal. Les adhésifs ont une tenue cohésive et sont également élastiques, ce qui permet aux ASP d'être manipulés à la main et également d'être retirés d'une surface sans laisser de résidu.

## Facteurs environnementaux
La plupart des ASP sont les mieux adaptés pour être utilisés à des températures modérées d'environ 15 à 35 °C. Dans cette plage de températures, les adhésifs typiques maintiennent leur équilibre en comportement visqueux et élastique où un mouillage optimal de la surface peut être obtenu. À des températures extrêmement élevées, la bande peut être capable de s'étirer plus qu'elle ne le pourrait initialement. Cela pourrait causer des problèmes après l'application sur la surface, car si la température baisse, le ruban peut subir des contraintes supplémentaires. Cela peut conduire le ruban à perdre une partie de sa zone de contact, ce qui réduit son adhérence au cisaillement ou sa puissance de maintien. À des températures plus basses, les polymères adhésifs deviennent plus durs et plus rigides, ce qui abaisse l'élasticité globale du ruban et commence à réagir comme du verre. L'élasticité inférieure rend plus difficile le contact des adhésifs avec la surface et diminue sa capacité d'humidité. Un adhésif peut être formulé pour maintenir l'adhérence à des températures plus froides ou une plus grande quantité de revêtement adhésif sur le ruban peut être nécessaire. Le support des adhésifs peut également être plastifié pour abaisser sa température de transition vitreuse et conserver sa souplesse.

## Conditions d'adhésif du substrat

### Force de liaison
L'énergie de surface du substrat détermine la qualité de l'adhérence de l'adhésif à la surface. Les substrats qui ont une faible énergie de surface empêchent les adhésifs de se mouiller tandis que les substrats avec des énergies de surface élevées permettront aux adhésifs de se mouiller spontanément. Les surfaces à haute énergie ont des interactions plus importantes avec l'adhésif, lui permettant de s'étaler et d'augmenter sa surface de contact. Les surfaces à faible énergie de surface peuvent subir un traitement corona ou à la flamme afin d'augmenter son énergie de surface. Cependant, même si une surface a une énergie élevée, les contaminants sur la surface peuvent interférer avec la capacité de l'adhésif à adhérer à la surface. La présence de contaminants tels que la poussière, le papier et les huiles réduira la zone de contact des adhésifs et diminuera la force de liaison des adhésifs. Si des contaminants sont présents, il peut être nécessaire de nettoyer la surface avec un solvant approprié tel que du benzène, des alcools, des esters ou des cétones. Les surfaces texturées peuvent également réduire la force de liaison d'un adhésif. Les textures créent une surface inégale qui rendra plus difficile le contact des adhésifs avec la surface, diminuant ainsi sa capacité de mouillage. L'eau ou l'humidité de toute forme réduira l'adhérence de la surface et réduira l'adhésivité du ruban. L'humidité peut être éliminée de la surface par n'importe quelle méthode physique ou chimique. Cependant, l'élimination de l'humidité à base de silicium entraînera également une diminution de l'adhérence et donc une défaillance.

## Durée de vie

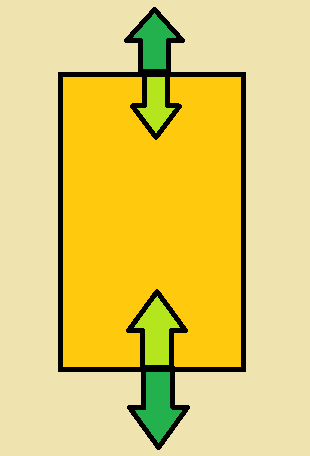
Schéma des forces présentes en raison de la dilatation/contraction thermique du ruban adhésif.

Un adhésif sensible à la pression subira diverses conditions tout au long de sa durée de vie. Ces conditions affectent l'une des parties suivantes du ruban: la surface ou le volume. La surface est simplement la partie de la bande qui est exposée à l'environnement pendant toute sa durée de vie. Le volume est tout ce qui se trouve sous la surface du ruban, c'est-à-dire les interactions qui se produisent entre le substrat et la partie adhésive du ruban.

## Conditions d'exposition de surface
La surface du ruban subira diverses conditions qui lui seront imposées telles que des températures variables, des niveaux d'humidité, des niveaux d'exposition aux UV, une usure mécanique ou même une dégradation de l'adhésif exposé à la surface. Bien que la masse subisse une usure mécanique et une dégradation de l'adhésif, ces effets ne sont pas aussi répandus ou aussi importants dans la masse qu'ils le sont à l'intérieur de la surface. La réponse du ruban à des conditions variables est largement due à la composition adhésive et de support ainsi qu'aux propriétés adhésives telles que la température de transition vitreuse et les interactions adhésif-substrat dues à la force d'adhésion.

## Conditions environnementales
De nombreux facteurs dans l'environnement peuvent affecter l'usure de la surface du ruban adhésif. Même la perspective de changements rapides des conditions environnementales peut suffire à provoquer une défaillance du substrat. Par exemple, un refroidissement rapide peut faire rétrécir considérablement le substrat alors que l'adhésif reste stationnaire. Cette force de traction peut être suffisante pour provoquer des déchirures dans le substrat diminuant l'adhérence du substrat. Ainsi, la défaillance du substrat est basée sur la réponse du substrat à diverses conditions environnementales ainsi que sur la vitesse à laquelle ces conditions changent. Un ruban adhésif appliqué dans un cadre modéré connaîtra une gamme de températures plus petite que celle appliquée dans un désert chaud. La défaillance du substrat est largement basée sur les changements de température, car ceux-ci sont les plus susceptibles de se produire et les plus susceptibles d'affecter le substrat de manière importante.
Cependant, le substrat peut encore être affecté par l'humidité et l'exposition aux UV si le substrat est appliqué dans un environnement pour lequel il n'a pas été conçu. Par exemple, on pourrait obtenir une défaillance du substrat en utilisant un ruban qui a été conçu pour être utilisé dans un désert dans un endroit comme la Floride. La différence de température n'est peut-être pas très grande, mais il y a une énorme différence d'humidité. Tout effet environnemental sur le substrat dépend de l'identité et de la fonction du substrat.

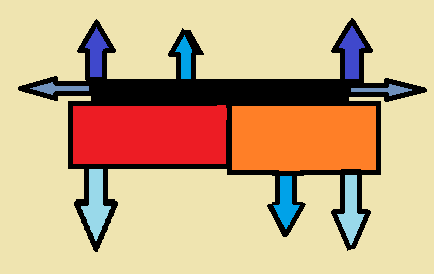
Schéma des forces présentes en raison de l'usure mécanique du ruban adhésif.

## Usure mécanique
L'usure mécanique dépend largement de l'amplitude et de la direction des efforts exercés sur le système. Ces forces pourraient être directement appliquées au ruban adhésif lui-même comme pour tenter de décoller le ruban ou pourraient être appliquées indirectement au ruban par manipulation du substrat auquel le ruban adhésif adhère. Ce dernier est illustré sur la figure de droite. Il faut noter que la figure suppose que le ruban adhésif maintient ensemble deux morceaux de substrat séparés et que la torsion des deux morceaux dans des directions opposées n'a pas été notée.
L'usure d'un ruban adhésif lorsqu'il glisse sur un substrat peut être estimée à l'aide de la loi d'Archard sur l'usure de l'adhésif, où {\displaystyle H} et {\displaystyle k_{w}} sont les coefficients de dureté et d'usure du ruban adhésif, {\displaystyle \nu } est la distance à laquelle l'adhésif est traîné sur la surface du substrat, {\displaystyle F_{L}} est la charge normale totale agissant sur le ruban adhésif, et {\displaystyle \Psi } est le volume de ruban adhésif perdu lors du glissement.
{\displaystyle \Psi =k_{w}{F_{L}\nu  \over H}} [Loi d'Archard sur l'usure adhésive]

## Conditions d'exposition en vrac
Les principaux facteurs affectant la masse du ruban adhésif sont la température et l'usure mécanique. Les changements de température et les extrêmes peuvent entraîner une dégradation du substrat et de l'adhésif, tandis que l'usure mécanique peut provoquer un délaminage du ruban adhésif en fonction de l'ampleur et de la direction des forces appliquées. La dégradation du substrat, bien que peu probable, pourrait également entraîner un délaminage, bien que cela soit spécifique au cas et à l'environnement.

## Dégradation adhésive
L'adhésif est largement affecté par la température car les adhésifs polymères sont couramment utilisés aujourd'hui. Les matériaux polymères utilisés aujourd'hui sont des matériaux viscoélastiques, ce qui permet une application facile et une adhérence rapide au substrat. La dégradation de l'adhésif dans la masse est en grande partie due aux effets de la température, qui réduisent l'adhérence provoquant le délaminage du ruban adhésif. Une température trop basse peut amener l'adhésif polymère à entrer dans son état de verre en devenant très cassant et en réduisant l'adhérence. L'élévation de la température, par contre, rend le polymère plus fluide et plus mobile. Lorsque la mobilité augmente, l'adhérence du polymère est réduite lorsque le polymère commence à s'écouler au lieu d'adhérer. Les deux températures extrêmes entraînent finalement une délamination. La plage de température idéale dépend largement de l'identité de l'adhésif, qui se résume à la structure du polymère. Plus la chaîne polymère est rigide, plus les forces intermoléculaires entre les chaînes polymères sont fortes, et plus les interactions entre le substrat et l'adhésif seront fortes, en fin de compte, une forte adhérence et, par conséquent, une plage de température idéale plus élevée pour l'adhésion.
Cela étant dit, afin d'éviter la délamination, le choix d'un ruban adhésif doit être basé sur les conditions que le ruban subira au cours de sa durée de vie. Ce processus de sélection réduira les chaînes de dégradation et de défaillance du ruban adhésif survenant pendant la durée de vie du ruban bien qu'il n'y ait aucune garantie que ce processus en évitera complètement la possibilité.

## Effets sur le recyclage
Les bandes ASP usagées sont des matériaux composites et ne sont pas recyclées en nouvelles bandes. Cependant, leurs effets possibles sur la recyclabilité des produits sur lesquels ils ont été utilisés sont importants. La réutilisation ou le recyclage sont parfois aidés par un ruban pouvant être retiré d'une surface.
Les effets sur la recyclabilité sont particulièrement importants lorsque le ruban est appliqué sur des surfaces en papier, telles que le carton ondulé et d'autres emballages. Lorsque les boîtes en carton ondulé sont recyclées, les bandes de scellage de boîtes recouvertes de film n'entravent pas le recyclage des boîtes : l'adhésif reste avec le support et s'enlève facilement,.
Les rubans utilisés dans les usines de fabrication de papier sont parfois conçus pour être répulsibles. Un adhésif répulsif se disperse lorsqu'il est placé dans le lisier chaud de la pulpe